# Mariam Budia
Mariam Budia González (Logroño, 14 de marzo de 1970) es una dramaturga y escritora española. Budia es Académica de la Academia de las Artes Escénicas de España.

## Trayectoria
Mariam Budia es doctora en Filología Hispánica, especializada en Teoría, Historia y Práctica del Teatro por la Universidad de Alcalá, además de ser licenciada en Arte Dramático por la Real Escuela Superior de Arte Dramático de Madrid (RESAD), y Diplomada de Honor en Música por el Conservatorio Profesional de Música de Logroño.
Ha trabajado como docente en la Universidad de Corea donde impartió clases de literatura dramática y recibió un premio de excelencia docente por ellas. También trabajó en la Universidad de Estudios Extranjeros de Kobe, en Japón.
En su faceta de escritora, destaca por la búsqueda de nuevos lenguajes para unos personajes que puedan verse libres de su ambiente natural y del pensamiento colectivo. La actriz estadounidense Casey Wilson realizó una breve imitación de ella en The Dakota Fanning Show, en Saturday Night Live, USA, el 1 de marzo de 2008.
También realiza colaboraciones en revistas y periódicos de ámbito nacional, así como en emisoras de radio, participa como ponente en conferencias internacionales sobre literatura española y es miembro del jurado de algunos premios literarios, como el Premio Nacional de Literatura Dramática 2021 o el IV Certamen Jesús Campos. Alguno de sus trabajos como autora han sido traducidos al inglés y al coreano.

## Obras
- Historias del comediante fiel. Asfoli.  ISBN 978-84-946246-0-5[1]
- El tamaño no importa 13.(Budia, et al.) Ediciones Antígona - AAT, Madrid. ISBN 978-84-96837-49-2[12]
- Teatro del desarraigo (1) Editorial Fundamentos, Madrid. ISBN 978-84-245-1038-1[1]
- Teatro del desarraigo (2) Editorial Fundamentos, Madrid. ISBN 978-84-245-1065-7[1]
- Teatro del desarraigo (3) Editorial Libros en Red, Buenos Aires.  ISBN 978-1-59754-382-8[1]
- Antología de comedia y humor, (Budia, et al.) Ediciones Irreverentes, Madrid. ISBN 978-84-16107-32-2[13]
- El tamaño no importa V, (Budia, et al.) Ediciones Antígona - AAT, Madrid. ISBN 978-84-96837-25-6[14]
- Al Soslayo[15]
- Cancán del Moulin[15]
- La mujer Sakura. Libro escrito durante su estancia en Japón.[15]
- Prohibido autolesionarse.[15]
- Carlaño[15]
- El tamaño no importa 9, (Budia, et al.) Ediciones Antígona - AAT, Madrid. ISBN 978-84-96837-38-6[16]
- Las mujeres etéreas. Asfoli, ISBN 978-84-946246-2-9[17]
- El tamaño no importa 11, Teatro Breve Juvenil (Budia, et al.) Ediciones Antígona - AAT, Madrid. ISBN 978-84-96837-42-3[18]

## Dramatizaciones de sus textos
- Memorias, en XXI Salón Internacional de Libro Teatral. Teatro Valle-Inclán, Centro Dramático Nacional.[19]
- Oración, Teatro La Latina. Dirección: José Ignacio Tofé Ortego. Actriz: Ana Labordeta.[20]
- Vademécum, Teatro Valle-Inclán, Centro Dramático Nacional. Dirección: Fernando San Segundo. Actrices: Ángeles Martín y Antonia San Juan.[21]
- Condición personal, Círculo de Bellas Artes, Madrid. Dirección: Juan Carlos Rubio, Actriz: Kiti Mánver.[4]
- ¿Dentro del matrimonio?, en el XVII Maratón de Monólogos, Teatro Fernando de Rojas, Madrid. Dirección: Julián Quintanilla, Actriz: Loles León.[22]
- La indignación de Sinforoso, en XV Salón Internacional del Libro Teatral, Madrid. Dirección: Quino Falero, Intérpretes: Manuel Galiana y Sofía Valero.[23]
- La chocolatina, XXII Maratón de Monólogos - Sala Berlanga, Madrid. Director: Fernando Sansegundo, Actriz: Huichi Chiu.[24]
- Cerrad las ventanas, XX Maratón de Monólogos - Teatro Fernando de Rojas, Madrid. Dirección: Pedro Víllora, Actriz: María Luisa Merlo.[25][26]

## Investigación
Como investigadora destacan sus estudios:
- Aproximación a los elementos formales y filosóficos de Dragón, obra inconclusa de García Lorca, en Estudios Hispánicos, No. 60, Seúl: Asociación Coreana de Hispanistas. ISSN: 1738-2130:[28]
- Comedia sin título de García Lorca: ensayo dramatizado para una didáctica inconclusa, en The Korean Journal of Hispanic Studies, Seúl: Universidad de Corea. ISSN: 2092-4984[29]
- Aproximación a las estrategias creativas en Así que pasen cinco años: tiempo absoluto y subconsciente, en Teatro (Revista de Estudios Escénicos), No 21, Madrid: Ateneo de Madrid - Universidad de Alcalá. ISSN: 1132-2233[30]

## Estudios sobre sus obras
- Pérez Jiménez, Manuel (UAH), Concepto de desarraigo y polimorfismo estético, en Biblioteca Digital Universidad de Alcalá.[31]
- Alba Peinado, Alba (UNED), Prohibido autolesionarse: poéticas del desarraigo, en Leer Teatro nº 5.[32]
- Pérez Jiménez, Manuel (UAH), Del desarraigo a la esperanza, un teatro de nuestro tiempo, en Biblioteca Digital Universidad de Alcalá.[33]